# ハンス・ドンス
ハンス・ドンス（Hans Fleischer Dons、1882年6月13日 - 1940年10月28日）はノルウェー海軍の軍人である。1912年にノルウェーで最初の飛行を行った。

## 生涯
ブスケルー県オーヴル・アイカーのAkerでうまれた。1905年に兵学校を卒業後、1906年にドイツのシャルロッテンブルク工科大学に派遣されて電気工学を学び、ノルウェー最初の潜水艦コッベンがキールのクルップ社で建造されたとき、ノルウェー海軍の受領責任者となり、就役後は副長を務めた。

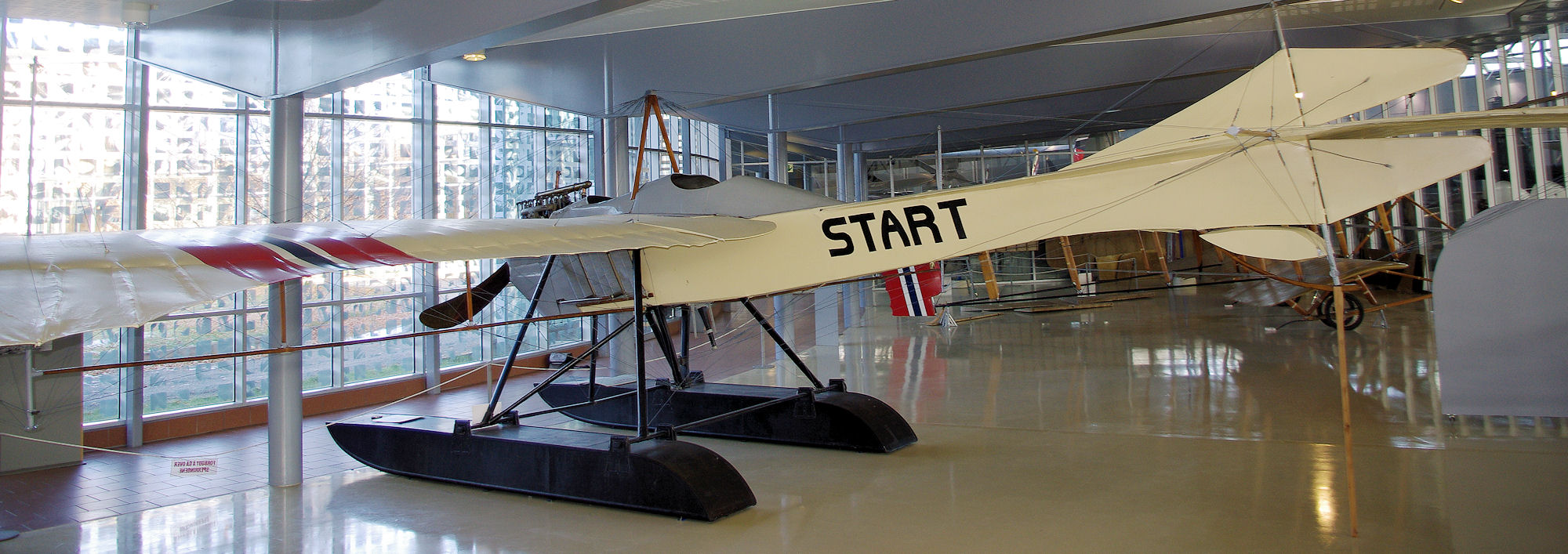
Start号

コッベン乗組員の間でも飛行機が話題となると、1912年4月19日、ホルテンの海軍協会での夕食会にて艦長のカーステン・タンク・ニールセンを中心に乗組員でコッベン飛行協会が設立された。同日、ドンスはドイツに再び赴き、そこでルンプラー タウベの購入を決めた。新聞で購入資金と飛行訓練の費用を集め、1912年6月1日に、Startと名付けたタウベでノルウェーで最初の飛行を行った。ホーテンからオスロ・フィヨルドを越える48km、35分の飛行であった。この飛行によって、ノルウェー海軍航空隊（Marinens Flyvevesen）が設立され、1915年にノルウェーに水上機を製造するMarinens Flyvebaatfabrikk（海軍水上機製造）が設立された。
翌年、ドンスはコッベン艦長となり、その後も潜水艦での任務を続けた後、1926年にテイエの潜水艦基地司令に就任。翌年には機雷敷設艦艦長となる。1930年には旗艦参謀、ロンドンやパリの駐在武官を経て、1932年にトルデンショル副長。1934年に参謀本部部長を務めたが、健康上の問題から1935年に退役した。